# Championnat du Honduras de football 1969-1970
Navigation
Saison précédente Saison suivante
La LINAFUT 1969-1970 est la cinquième édition de la première division hondurienne.
Lors de ce tournoi, le CD Motagua a tenté de conserver son titre de champion du Honduras face aux neuf meilleurs clubs honduriens.
Chacun des dix clubs participant était confronté trois fois aux neuf autres équipes.
Seulement une place était qualificative pour la Coupe des champions de la CONCACAF.

## Les 10 clubs participants
| \| Tegucigalpa: Atlético Indio CD Motagua CD Olimpia Tegucigalpa Lempira FC CD Marathon Real España Tegucigalpa CD Platense CD Progreso CD Marathon Real España CD Victoria CD Vida CD Victoria CD Vida \| Localisation des clubs engagés dans le championnat. |
| Tegucigalpa: Atlético Indio CD Motagua CD Olimpia Tegucigalpa Lempira FC CD Marathon Real España Tegucigalpa CD Platense CD Progreso CD Marathon Real España CD Victoria CD Vida CD Victoria CD Vida                                                           |

| Club                | Stade                        | Capacité          | Ville          |
| Atlético Indio (en) | Stade Tiburcio Carias Andino | 35 000            | Tegucigalpa    |
| Lempira FC (en)     | Stade inconnu                | Capacité inconnue | La Lima        |
| CD Marathon         | Stade Yankel Rosenthal       | 15 000            | San Pedro Sula |
| CD Motagua          | Stade Tiburcio Carias Andino | 35 000            | Tegucigalpa    |
| CD Olimpia          | Stade Tiburcio Carias Andino | 35 000            | Tegucigalpa    |
| CD Platense         | Stade Excelsior              | 10 000            | Puerto Cortés  |
| CD Progreso         | Stade inconnu                | Capacité inconnue | El Progreso    |
| Real España         | Stade Francisco Morazán      | 20 000            | San Pedro Sula |
| CD Victoria         | Stade Nilmo Edwards          | 25 000            | La Ceiba       |
| CD Vida             | Stade Nilmo Edwards          | 25 000            | La Ceiba       |

## Compétition
Les dix équipes affrontent à trois reprises les neuf autres équipes selon un calendrier tiré aléatoirement.
Le classement est établi sur l'ancien barème de points (victoire à 2 points, match nul à 1, défaite à 0).
Le départage final se fait selon les critères suivants :
- Le nombre de points.
- Un match de barrage en cas de qualification en jeu.

| Rang | Équipe              | Pts | J  | G  | N  | P  | Bp | Bc | Diff |
| ---- | ------------------- | --- | -- | -- | -- | -- | -- | -- | ---- |
| 1    | CD Olimpia          | 43  | 27 | 16 | 11 | 0  | 38 | 16 | +22  |
| 2    | CD Motagua (T)      | 35  | 27 | 13 | 9  | 5  | 38 | 26 | +12  |
| 3    | CD Marathon         | 34  | 27 | 15 | 4  | 8  | 57 | 40 | +17  |
| 4    | CD Vida             | 28  | 27 | 12 | 4  | 11 | 41 | 36 | +5   |
| 5    | Real España         | 28  | 27 | 10 | 8  | 9  | 29 | 27 | +2   |
| 6    | CD Platense         | 23  | 27 | 6  | 11 | 10 | 34 | 38 | -4   |
| 7    | Atlético Indio (en) | 23  | 27 | 8  | 7  | 12 | 30 | 38 | -8   |
| 8    | CD Victoria         | 20  | 27 | 7  | 6  | 14 | 34 | 51 | -17  |
| 9    | Lempira FC (en) (P) | 19  | 27 | 7  | 5  | 15 | 33 | 45 | -12  |
| 10   | CD Progreso         | 17  | 27 | 5  | 7  | 15 | 28 | 45 | -17  |

| Légende : Qualifications et relégations | Légende : Qualifications et relégations                             |
| --------------------------------------- | ------------------------------------------------------------------- |
|                                         | Coupe des champions de la CONCACAF 1970 (1er Tour de qualification) |
|                                         | Relégué en Liga Nacional de Ascenso                                 |
|                                         | (T) : Tenant du titre (P) : Promu de la saison 1968-1969            |

## Bilan du tournoi
| Tableau d'Honneur                   |            |
| Compétition                         | Vainqueur  |
| Liga Nacional de Fútbol de Honduras | CD Olimpia |

| Qualifications continentales 1970-1971 |            |
| Coupe des champions de la CONCACAF     | Qualifiés  |
| 1er tour de qualification              | CD Olimpia |

| Promotions et relégations           |                  |
| Relégué en Liga Nacional de Ascenso | CD Progreso      |
| Promu de Liga Nacional de Ascenso   | Atlético Español |